# Gardnerycteris
Gardnerycteris is een geslacht van zoogdieren uit de familie van de bladneusvleermuizen van de Nieuwe Wereld (Phyllostomidae). De wetenschappelijke naam van het geslacht werd in 2014 gepubliceerd door Hurtado & Pacheco.

## Soorten
Er worden 3  soorten in dit geslacht geplaatst:
- Gardnerycteris crenulata ((É. Geoffroy, 1803)
- Gardnerycteris keenani (Handley, 1960)
- Gardnerycteris koepckeae (A. L. Gardner & Patton, 1972)